# 코뿔새과
코뿔새과(Bucerotidae)는 열대 · 아열대 아프리카, 아시아에서 볼 수 있는 조류과이다. 부리가 기다랗고 아래가 굽은 것이 특징이며 부리는 이따금씩 밝은 빛깔을 띤 것도 있고 가끔은 윗부리에 투구를 쓴 것도 있다. 이 과의 일상 영어 이름과 과학 명칭은 뿔의 모양을 가리키는데, 여기서 "buceros"는 소뿔을 뜻하는 그리스어 낱말이다. 게다가 이들의 콩팥은 둘로 갈라져 있다. 코뿔새과는 처음 두 개의 목 척추(제2경추와 환추)들이 서로 뭉쳐있는데 이는 부리를 더 안정적으로 뒷받혀 주는 발판을 마련해 준다. 이 과는 조그마한 짐승과 식물을 먹고사는 잡식성이다. 이들은 나무에 자연스레 난 구멍들에, 또 가끔은 낭떠러지 쪽에 둥지를 틀고 번식하는 단혼 짐승들이다. 수많은 코뿔새과들은 멸종 위기에 놓여 있으며 그 가운데 대개가 비좁은 섬에 산다.

## 생물 분류
크게 두 개의 아과가 있다.
- 땅코뿔새아과 (Bucorvinae) - 하나의 단일 속에 두 개의 땅코뿔새를 포함한다.
- 코뿔새아목 (Bucerotinae) - 땅코뿔소아과 이외의 모든 종을 포함한다.

시블리 알퀴스트 조류 분류에서 코뿔새과는 과 수준으로 승격된 아과들과 더불어, 별도의 목인 코뿔새목(Bucerotiformes)으로서의 파랑새목에서 파생된다. 이들을 롤러카나리아, 물총새, 또 그 변종들과 거리가 먼 새들과 같이 트로곤이라 하는 것은 잘 정립된 분류 실행이라기 보다는 개인의 취향 문제에 더 가깝다. 다만 코뿔새과를 파랑새목 밖에 두거나 트로곤을 그 안에 두는 것은 명백히 잘못된 것이라 할 수 있다.

## 분포 및 서식지
코뿔새과(Bucerotidae)에는 57여종이 있지만 수많은 보호종들은 몇몇 섬에서 서식한다. 이들은 열대 아시아를 통한 사하라 남부 아프리카에서 필리핀과 솔로몬 제도에 걸쳐 살고 있다.
대부분은 나무에 사는 새들이지만 크기가 큰 땅코뿔새(Bucorvus)는 이름에서 말해 주듯이 드넓은 사바나 땅에서 산다. 아프리카에서 볼 수 있는 23종 가운데 13종이 드넓은 삼림지대와 사바나에, 일부 종들은 매우 건조한 환경에서 볼 수 있다. 나머지 종들은 습한 숲에서 볼 수 있다. 이는 하나의 단일 종들이 드넓은 사바나에 살고 나머지는 숲에 사는 아시아와는 대조된다.

## 설명

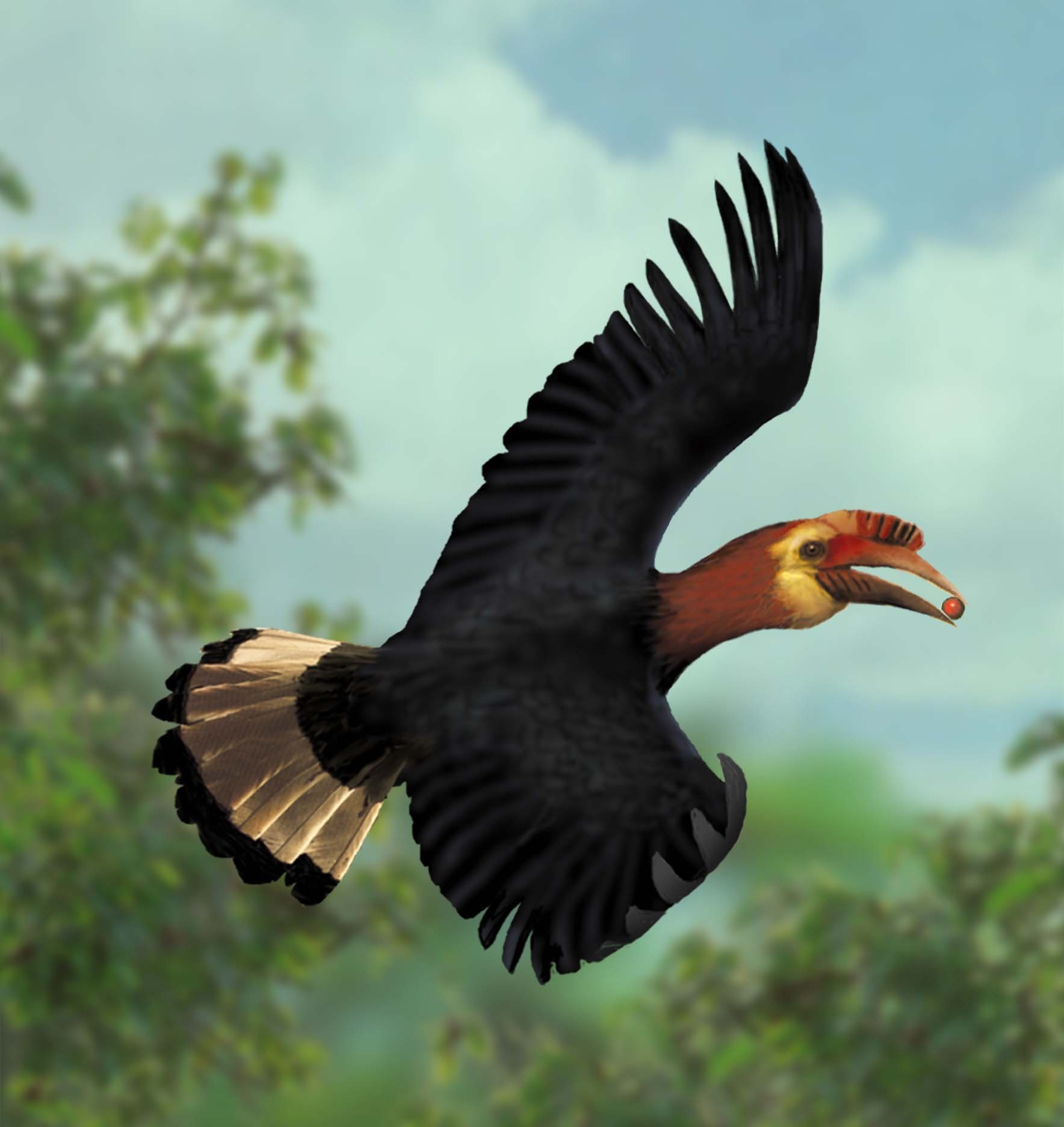
Rufous-headed Hornbill와 같은 대부분의 코뿔새과에서 볼 수 있는 가장 밝은 빛깔은 털없는 가죽과 부리에서 볼 수 있다.

코뿔새과 짐승은 과에 따라 크기 차가 상당한데 이를테면 102그램에 30센티미터가 되는 Black Dwarf Hornbill(Tockus hartlaubi)에서부터 6.2킬로그램에 1.2미터가 되는 Southern Ground-hornbill(Bucorvus leadbeateri)에 이르기까지 다양하다. 수컷은 언제나 암컷보다 더 크지만 이 수컷과 암컷의 크기 차이는 종에 따라 다양한 것이 사실이다. 성적이형의 차는 몸의 부위에 따라 차이가 있는데 이를테면 수컷과 암컷의 몸무게 차이는 1~17퍼센트이지만 부리 길이에는 8~30%, 날개 길이에는 1~21%의 다양성이 있다.
가장 눈에 띄는 특징이 바로 무거운 부리인데, 뭉쳐 있는 등뼈뿐 아니라 튼튼한 목 근육이 이를 받쳐 주고 있다 이 커다란 부리는 싸움, 날개 다듬기, 둥지 만들기, 먹이 잡기에 도움을 준다. 코뿔새과에 있는 고유한 특징으로는 투구가 있는데 이는 윗부리에 따라 움직이는 속이 텅 빈 구조물이다. 일부 종에서 이 투구는 겨우 보일 정도이며 부리를 강화하는 것 이상의 기능은 없는 것처럼 보인다. 일부 종에서는 이 투구가 꽤 커서 뼈와 함께 강화되어 있으며 가운데에 틈이 있어 새의 소리를 구분하는 공명기의 역할을 하게 한다. Helmeted Hornbill에서 이 투구는 속이 비어 있지는 않으나 혼빌 아이보리(hornbill ivory)로 채워져 있으며 극적인 공중 싸움에서 공성망치의 역할을 한다. 이러한 특징은 큰코뿔새에도 발견된 것으로 보고되었다.
코뿔새과의 깃털은 대개 빛깔이 까맣고 잿빛에다 하얗고 볕에 그을린 빛깔을 띠지만 보통은 부리의 밝은 빛깔이나 얼굴의 살갗, 욋가지에 가려진다. 어떠한 종들은 성적이형을 나타낸다. 이를테면 아프리카코뿔새(Abyssinian Ground-hornbill)에서 얼굴과 목의 순청 빛깔의 가죽은 다 큰 암컷을 말해 주며 빨갛고 파란 가죽은 다 큰 수컷을 말해 준다. 코뿔새과 짐승들이 부르짖는 소리는 큰 편이며 종에 따라 그 차이가 다르다.
코뿔새과는 양안시를 가지고 있지만 부리 때문에 시야를 간섭 받는다. 이는 이러한 종류의 안시를 갖고 있는 대부분의 새들은 마주치지 않는 점이다. 이러한 점은 그들이 부리 끝을 볼 수 있게 하며 먹이를 부리에 가져올 때의 정확도를 높이는 데 도움을 준다. 빛을 막아 주는 커다란 속눈썹들이 이 눈들을 지켜 준다.

## 생물 분류순에 따른 종

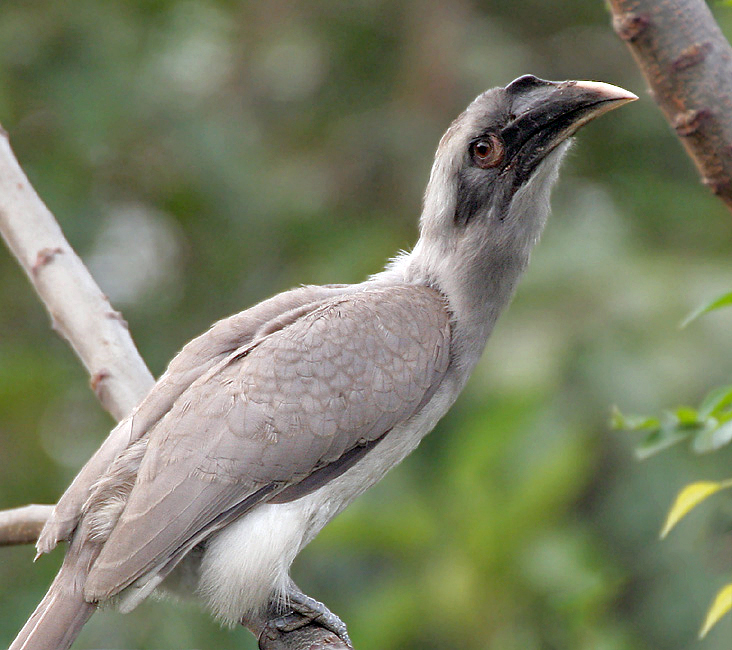
인도에서의 인도회색코뿔새(Ocyceros birostris).

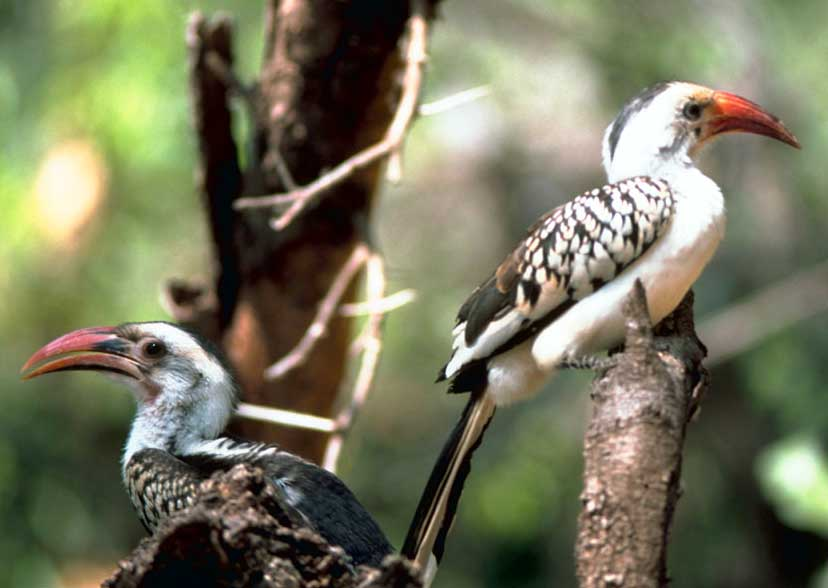
Red-billed Hornbills
Tockus erythrorhychus

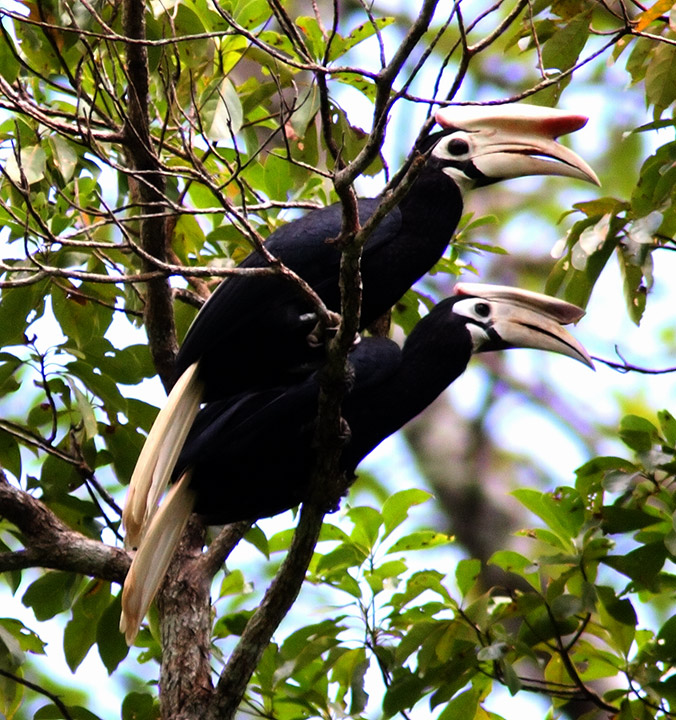
필리핀에서의 Palawan Hornbill Anthracoceros marchei.

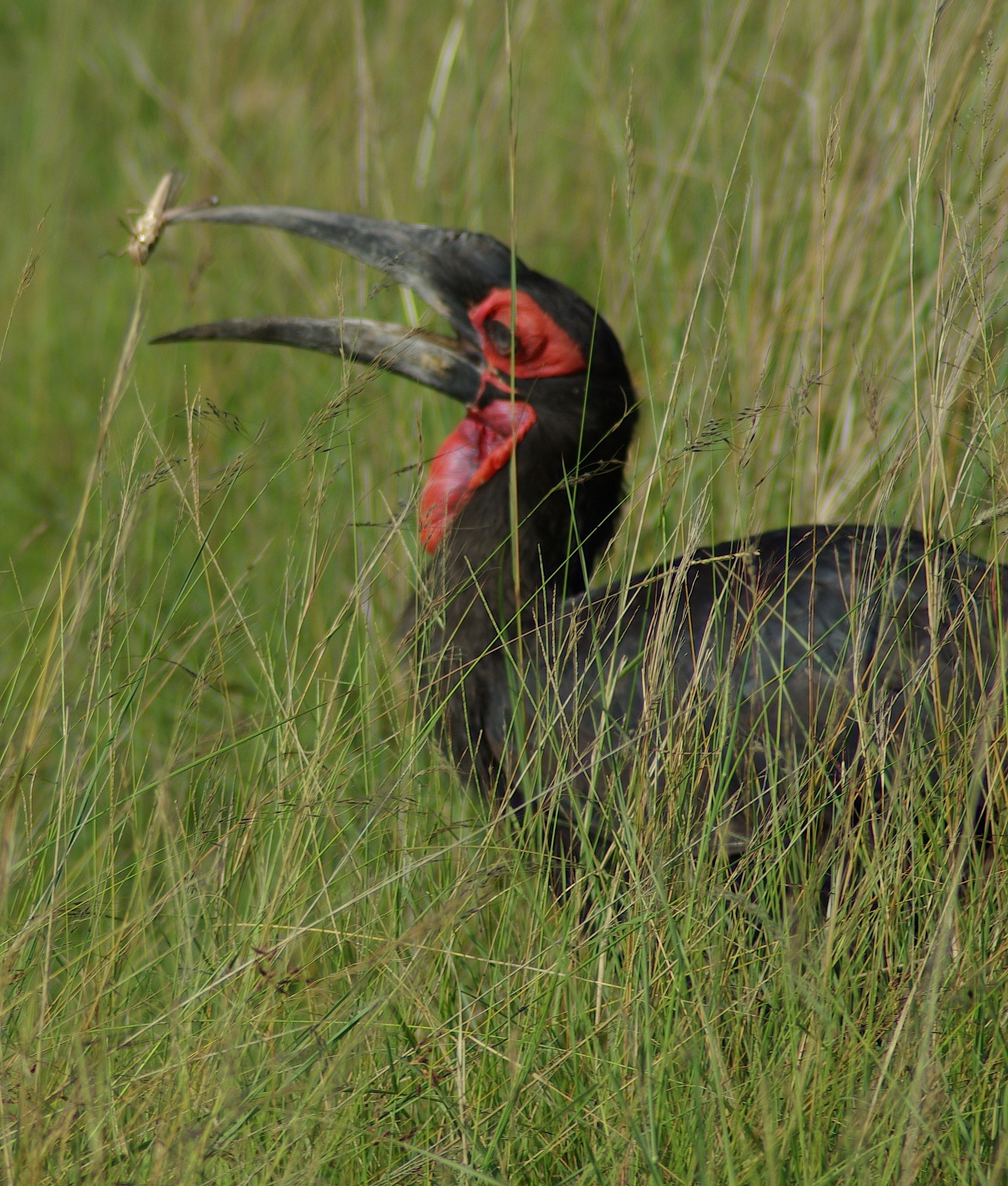
메뚜기를 삼키려고 하는 Southern Ground-hornbill (목이 파란 빛깔을 띠면 암컷임)

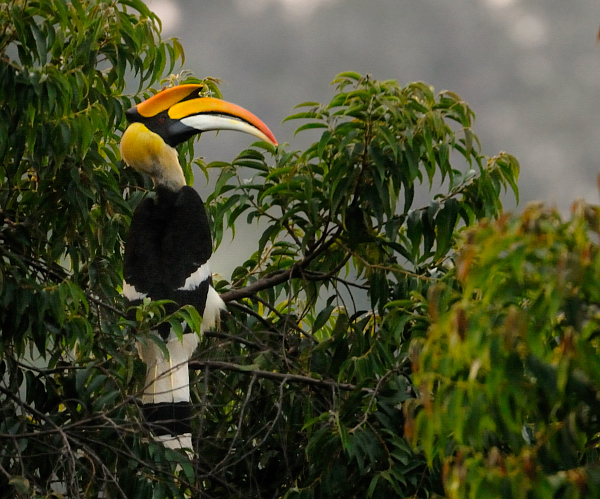
큰코뿔새

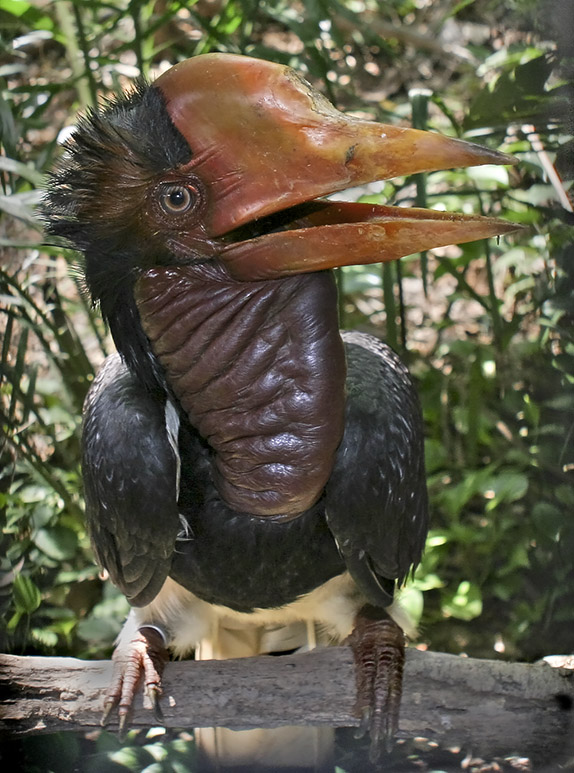
Helmeted Hornbill

아래에는 생물 분류 순서에 따른 코뿔새과의 종이 나열되어 있다.
코뿔소새아과 (Bucerotinae)
- en:Tropicranus (가끔은 Tockus에 속하기도 함)
  - en:White-crested Hornbill Tropicranus albocristatus
- Tockus 속
  - en:Black Dwarf Hornbill Tockus hartlaubi
  - en:Red-billed Dwarf Hornbill Tockus camurus
  - en:Monteiro's Hornbill Tockus monteiri
  - en:Red-billed Hornbill Tockus erythrorhynchus
  - en:Eastern Yellow-billed Hornbill Tockus flavirostris
  - en:Southern Yellow-billed Hornbill Tockus leucomelas
  - en:Jackson's Hornbill Tockus jacksoni
  - en:Von der Decken's Hornbill Tockus deckeni
  - en:Crowned Hornbill Tockus alboterminatus
  - en:Bradfield's Hornbill Tockus bradfieldi
  - en:African Pied Hornbill Tockus fasciatus
  - en:Hemprich's Hornbill Tockus hemprichii
  - en:African Grey Hornbill Tockus nasutus
- Ocyceros 속
  - en:Malabar Grey Hornbill Ocyceros griseus
  - en:Ceylon Grey Hornbill Ocyceros gingalensis
  - en:Indian Grey-Hornbill Ocyceros biostris
- Anthracoceros 속
  - en:Malabar Pied Hornbill Anthracoceros coronatus
  - en:Oriental Pied Hornbill Anthracoceros albirostris
  - en:Black Hornbill Anthracoceros malayanus
  - en:Palawan Hornbill Antracoceros marchei
  - en:Sulu Hornbill Anthracoceros montani
- Buceros 속
  - 코뿔새 Buceros rhinoceros
  - 큰코뿔새 Buceros bicornis
  - en:Rufous Hornbill Buceros hydrocorax
- Rhinoplax 속 (가끔은 Buceros에 속하기도 함)
  - en:Helmeted Hornbill Rhinoplax vigil
- Anorrhinus 속
  - en:Austen's Brown Hornbill, Anorrhinus austeni
  - en:Tickell's Brown Hornbill, Anorrhinus tickelli
  - en:Bushy-crested Hornbill Anorrhinus galeritus
- Penelopides 속
  - en:Luzon Hornbill Penelopides manillae
  - en:Mindoro Hornbill Penelopides mindorensis
  - en:Visayan Hornbill Penelopides panini
  - en:Samar Hornbill Penelopides samarensis
  - en:Mindanao Hornbill Penelopides affinis
  - en:Sulawesi Hornbill Penelopides exarhatus
- Berenicornis 속 (가끔은 Aceros에 속하기도 함)
  - en:White-crowned Hornbill Berenicornis comatus
- Aceros 속
  - en:Rufous-necked Hornbill Aceros nipalensis
  - en:Wrinkled Hornbill Aceros corrugatus
  - Writhed Hornbill Aceros leucocephalus
  - en:Rufous-headed Hornbill Aceros waldeni
  - en:Knobbed Hornbill Aceros cassidix
- Rhyticeros 속 (가끔은 Aceros에 속하기도 함)
  - en:Wreathed Hornbill Rhyticeros undulatus
  - en:Narcondam Hornbill Rhyticeros narcondami
  - en:Sumba Hornbill Rhyticeros everetti
  - en:Plain-pouched Hornbill Rhyticeros subruficollis
  - en:Papuan Hornbill Rhyticeros plicatus
- Bycanistes 속 (가끔은 Ceratogymna에 속하기도 함).
  - en:Trumpeter Hornbill Bycanistes bucinator
  - en:Piping Hornbill Bycanistes fistulator
  - en:Silvery-cheeked Hornbill Bycanistes brevis
  - en:Black-and-white-casqued Hornbill Bycanistes subcylindricus
  - Bycanistes cylindricus
  - Bycanistes albotibialis
- Ceratogymna
  - Ceratogymna atrata
  - Ceratogymna elata

땅코뿔새아과 (Bucorvinae)
- 땅코뿔새속 (Bucorvus)
  - 아프리카코뿔새 (Bucorvus abyssinicus)
  - Bucorvus leadbeateri

## 문화적 중요성
대부분의 종들이 가진 투구들은 매우 가볍고 상당량의 공기를 지니고 있다. 그러나 Helmeted Hornbill은 혼빌 아이보리(hornbill ivory)라 불리는 물질로 된 딱딱한 투구를 가지고 있다. 이 투구의 물질은 중국과 일본에서 상당히 가치가 있는 조각용 물질이기도 하며 가끔은 일본 네츠케 예술의 매개체로 쓰이기도 한다.

## 대한민국 보유 현황
대한민국에는 주렁주렁, 서울대공원에 붉은코뿔새(Rufous Hornbill, Buceros hydrocorax), 에버랜드에 코뿔새(큰뿔코뿔새/Rhinoceros Hornbill, Buceros rhinoceros), 그리고 가평베고니아새정원에 흑백투구코뿔새(Black-and-white-casqued hornbill, Bycanistes subcylindricus) 세 종류가 있다. 과거 에버랜드에선 남부땅코뿔새, 서울대공원에선 붉은부리코뿔새, 주름코뿔새와 큰코뿔새를 전시했으나 전부 노령으로 죽었다. 현재 서울대공원에 전시중인 붉은코뿔새 한 쌍도 이를 대비해 들여놓았다.

## 멸종 위기에 놓인 코뿔새
- 나콘담 코뿔새

## 같이 보기
- 코뿔새